# 도널드 사이밍튼

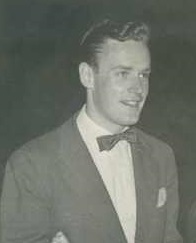

도널드 사이밍튼(Donald Symington, 1925년 8월 30일 ~ 2013년 7월 24일)은 미국의 연극 배우, 영화배우, 텔레비전 배우이다.
볼티모어에서 태어났으며 볼티모어에서 사망하였다. 사인은 파킨슨병이다.

## 영화
- 마이티 아프로디테 (1995년)
- 스프링 브레이크 (1983년)
- 늑대 인간의 습격 (1981년)
- 애니 홀 (1977년) - 미스터 홀 역
- 미친 주부의 일기 (1970년)